# Centre Antoine-Lacassagne
Le Centre Antoine-Lacassagne est un centre régional de lutte contre le cancer à Nice, en France dirigé par le Professeur Emmanuel Barranger.

## Origine du nom
Le centre a été nommé en l'honneur d'Antoine Lacassagne (1884-1971), médecin à la tête de l'Institut du radium de 1937 et 1954, professeur de 1951 à 1954 au Collège de France à la chaire de médecine expérimentale où ses cours sont consacrés à la cancérologie et président de la Ligue nationale contre le cancer de 1956 à 1971.

## Histoire
Le centre de lutte contre le cancer (CLC) de Nice est créé par arrêté ministériel du 18 octobre 1954. Son directeur fondateur est le docteur Vincent Paschetta.
En 1958, débutent les travaux de construction du centre sur un terrain adjacent à l'hôpital Pasteur en 1958. Le centre est inauguré le 23 décembre 1961.